# Sergej Libich
Sergej Sergejevič Libich (rusky Сергей Сергеевич Либих; 15. února 1932, Petrohrad – 16. července 2007, tamtéž) byl sovětský a ruský psychiatr, psychoterapeut a sexuolog židovského původu, doktor medicínských věd (1965), profesor (1975).

## Životopis
Od roku 1959 pracoval ve Výzkumném psychoneurologickém institutě Vladimira Bechtěreva, kde se teoreticky a prakticky zabýval otázkami kolektivní a skupinové psychoterapie. Shrnul je v práci „Skupinová psychoterapie neuróz“. Pak přednášel psychoterapii v leningradském ústavě pro doškolování lékařů. V roce 1989 založil katedru sexuologie na Mečnikovově univerzitě a vedl ji do roku 2000.